# مسجد بيت الفلاح
مسجد بيت الفلاح يقع المسجد في بوروسوسي سوركاربارا بانتشاجاره في بنغلاديش، حظي المسجد بهندسة معمارية مذهلة، اتخذ مبادرة بناء المسجد من قبل محمد سيف الإسلام ابن ماريلاند قاسم الدين سركار.

## البناء
منذ عام 2003 شرع محمد سيف الإسلام في خططه لبناء المسجد، وناقش مع القرويين وشرح خطته للمجتمع واختار مكانا للمسجد، ولكي يصبح مقرا لجامع ومسجد الفلاح.

## التمويل
محمد سيف الإسلام هو الأمين السابق لمستشفى الهلال الأحمر في ديناجبور من بنغلاديش، وهو الذي تبرع وخطط لبناء المسجد الكبير ووفر الأراضي الازمة، ثم بدء في البحث عن دعم لتمويل البناء، كان يخطط لتأمين جزء من التكلفة من داخل بنجلادش والجزء الآخر من الخارج، وبعد كثير من العمل والاتصال استطاع على توفير تمويل لبناء من إمارات الفجيرة في الإمارات العربية المتحدة، وقد قامت الإمارات العربية المتحدة بالتصميم المعماري للمسجد بالإضافة لبناء اثنين من المحلات التجارية في المجمع.

## الافتتاح
في السابع من يناير عام 2005 بدأت أعمال بناء المسجد وكان موعد الافتتاح الكبير في العشرين من شهر يونيو عام 2013، يعد المسجد من أكثر المساجد والمعالم جمالا في القرية، ويستطيع المسجد من استيعاب أكثر من 1000 مصلي داخل المسجد.